# Micrasema adhacharam
Micrasema adhacharam är en nattsländeart som beskrevs av Schmid 1992. Micrasema adhacharam ingår i släktet Micrasema och familjen bäcknattsländor. Inga underarter finns listade i Catalogue of Life.